# 喜多俊之
喜多 俊之（きた としゆき）は、日本のプロダクトデザイナー。大阪市生まれ。

## 来歴
1969年よりイタリアと日本でデザイン制作活動を始める。
海外、日本のメーカーから家電、ロボット、家具、家庭日用品に至るまでのデザインで多くのヒット製品を生む。作品の多くがニューヨーク近代美術館、パリのポンピドゥー・センターなど世界のミュージアムに永久収蔵されている。また、日本各地の伝統工芸・地場産業の活性化、およびクリエイティブ・プロデューサーとして多方面で活躍する。
大阪芸術大学 芸術学部 デザイン学科 教授。
2009年より、日本の住まいと暮らしのリノベーションの国際見本市「LIVING & DESIGN」を総合プロデュース。また、リノベーションプロジェクト「RENOVETTA」を提唱。
2011年、イタリア「ADI 第24回 コンパッソ・ドーロ賞（国際功労賞）」受賞。2017年、イタリア共和国より「功労勲章コンメンダトーレ」を受勲。2018年、平成30年度｢知財功労賞｣において特許庁長官表彰で知財活用企業（意匠）受賞。2024年、「文化庁長官特別表彰」受賞。

### 著書
- 喜多俊之 (2007). ヒット商品を創るデザインの力 : 「ハイテク&ハイセンス」が企業ブランドを築く. 日本経済新聞出版社. ISBN 9784532313340
- 喜多俊之 (2009). 地場産業+デザイン. 学芸出版社. ISBN 9784761512569
- 喜多俊之 (2012). 喜多俊之デザインの探険1969- : 僕がイタリアに行った理由. 学芸出版社. ISBN 9784761513139

## 経歴

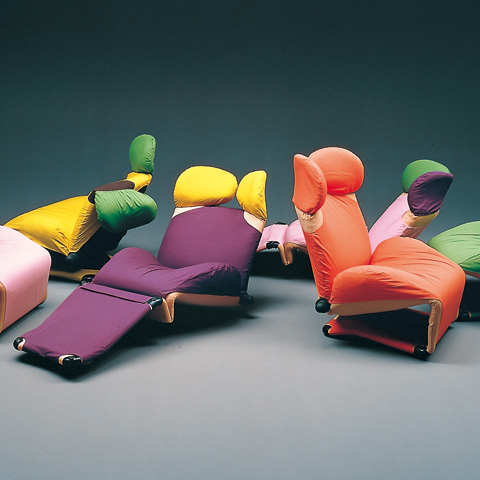
WINK/Cassina（Italy）1980
撮影Mario Carrieri
永久コレクション：Museum of Modern Art,New York(USA),Centre Georges Pompidou,Paris(France),Vitra Design Museum,Weil Rhein (germany),Museum fur Junst und Gewerbe,Hamburg(germany)

- 1967年 - デザインオフィス設立

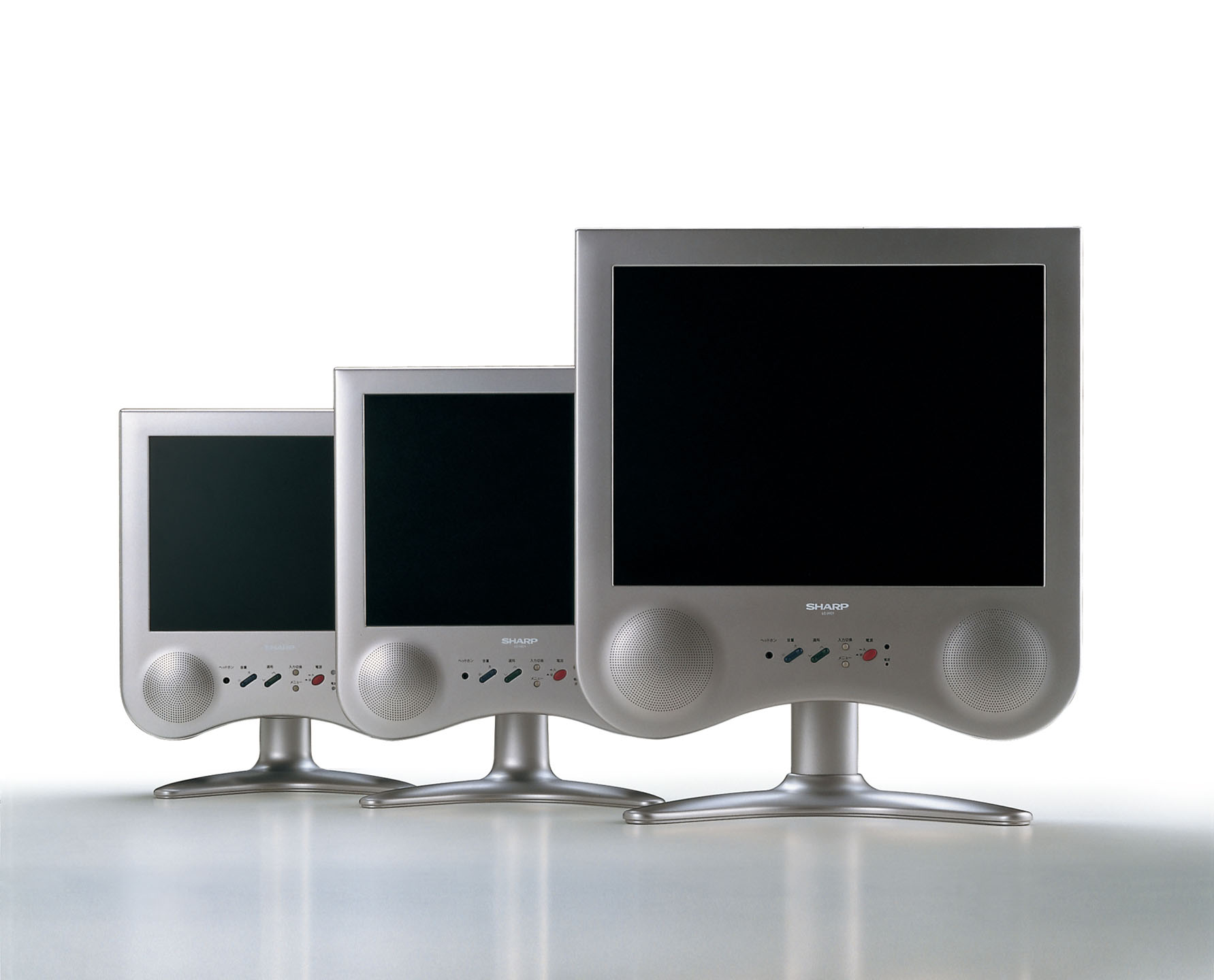
AQUOS C1 / SHARP(Japan)2001
撮影:Luigi Sciuccati
永久コレクション:Museum of Modern Art Munchen(Germany)Museum fur Kunst und Gewerbe,Hamburh(germany)

- 1969年 - イタリア・ミラノにて制作活動の場を広げる
- 1971年 - ミラノ・ビルーメン社より和紙を使用した照明「TAKO」、「KYO」発表
- 1972年 - ベルニーニ社より「KUMIソファー」及び、「IEシリーズ」発表
- 1975年 - 日本インテリアデザイナー協会賞受賞
- 1980年 - カッシーナ社より「WINKチェアー」を発表[3]
- 1981年 - 工芸財団より「第九回国井喜太朗産業工芸賞」受賞 ニューヨーク近代美術館に「WINKチェアー」が永久収蔵される
- 1983年 - アメリカ、プロダクトデザイン賞IBD受賞
- 1984年 - アメリカ・インダストリアルデザイン誌より、RESIDENTIAL FURNISHING最優秀受賞また、ニューヨーク近代美術館（MoMA）のパーマネント・コレクションにKICKテーブルが選定される。
- 1985年 - 毎日デザイン賞受賞。
- 1986年 - AXISギャラリー「セレモニー展 輪島塗と喜多俊之の世界」を開催。
- 1987年 - ドイツ・ハンブルク美術工芸博物館のパーマネント・コレクションにWINKチェアーとKICKテーブルが選定される。また、パリ・ポンピドーセンター10周年記念展招待作家として未来空間を展示。
- 1988年 - バルセロナのLa Sala Vinçon、及びウィーンのBEI HARTMANNにて個展。
- 1990年 - スペインのデルタ・デ・オロ賞金賞を受賞。ミラノにて個展。
- 1991年 - 広島市現代美術館において個展「喜多俊之展」。
- 1992年 - セビリア万国博覧会の日本館回転劇場のインテリア及びMULTI LINGUAL CHAIRをデザイン。フィンランド・ヘルシンキにおいて個展開催。
- 1993年 - ウィーン国立応用美術大学客員教授を務める。
- 1995年 - ヴィトラデザインミュージアムの「100-Masterpieces」にWINKチェアーが選定される。
- 1997年 - ニューヨーク近代美術館及びパリ・ポンピドゥー・センターのパーマネント・コレクションにMULTI LINGUAL CHAIRが選定される。
- 1998年 - フランスのサン＝テティエンヌ近代美術館のパーマネントコレクションに作品13点が選定される。
- 1999年 - フィンランド・ヘルシンキにて個展「Toshiyuki Kita Exhibition」。著書「紙と漆-伝統と復活」（六耀社）
- 2000年 - TRIENNALE DI MILANOにて開催されたINTERNIイベントに招かれ、インスタレーション「Essere ben Essere/Nature and Techonology」を行う。液晶テレビ　AQUOSを発表。
- 2001年 - ミラノのFuori Saloneにて個展「L’anima del design」。パリ・ポンピドーセンターに液晶テレビAQUOSとWINKチェアーが永久収蔵される。またドイツのミュンヘン州立近代美術館に液晶テレビAQUOSが永久収蔵される。同年、ドイツ・ハンブルク美術工芸博物館に液晶テレビAQUOSとWINKチェアー、KICKテーブルが永久収蔵。イタリアSenigalliaにて個展「Nature and Technology」、著書「Toshiyuki Kita The Soul of Design」（アムズ・アーツ・プレス）
- 2002年 - パリ、名古屋国際デザインセンター、中国、ヘルシンキ、そしてミラノにて個展。Louvre Museumにて次の時代のライフスタイルをテーマとしたイベント「EUROPIAN WAY OF LIFE」に参加。イタリアの国際見本市Abitare il Tempoのジャパンブースをプロデュース、有田焼「HANAシリーズ」を発表。
- 2003年 - フランクフルト、バルセロナ、ベローナにて個展。
- 2004年 - 中国インターナショナルインダストリアルデザインサミットにて講演。また、日本グッドデザイン賞審査委員長を務める［2004年〜2006年］。大阪芸術大学教授（デザイン学科長）に就任。　　　　　　　　　　　　　　　　　　　　　　　日本グッドデザイン賞審査委員長を務める。京都芸術センターにて個展「Tradition&Future」
- 2005年 -オランダ・アムステルダムにて個展。シカゴ・アテナイオン建築・デザイン博物館にORIチェアーが永久収蔵される。
- 2006年 - ミラノにて“Good Design Award 50 years”を総合プロデュース。シンガポール政府からの要請で2006年より2011年までデザイン顧問を務める。
- 2007年 - ミラノサローネにて個展“IL FUTURO DELLA TRADIZIONE”。著書「ヒット商品を創るデザインの力」（日本経済新聞出版）
- 2008年 - 中国、上海にデザイン事務所設立。広州、順徳にデザイン事務所設立。
- 2009年 - ミラノサローネにて個展“KITA. FUTURE DELIGHT”。中国・上海にて個展“Timeless Future”。大阪にて国際見本市“LIVING & DESIGN 住まいと暮らしのリノベーション TOTAL INTERIOR”を総合プロデュース。タイ国政府商務省からの要請で2009年より2013年までデザイン顧問を務める。著書「地場産業＋デザイン」（学芸出版社）
- 2010年 - ミラノサローネにて個展“Timeless Future”。中国、広州及び佛山市順徳にて招待出展“Timeless Future”。ヘルシンキにて個展。中国・上海万博日本産業館デザインプロデュースを務める。
- 2011年 - パリ MAISON & OBJET KITA'S collection。 2011年 - イタリア「ADI 第24回 コンパッソ・ドーロ賞」 Compasso d’Oro［carriera internazionale］賞を受賞。
- 2012年 - 40年にわたる伝統工芸とのコラボレーションを収録したDVD「魂を込めたものづくり」が、ドイツ・ハンブルクにおいて、「World Media Festival 2012 Public Relations / Culture部門」金賞を受賞。また、LIVING & DESIGN 2012において「集合住宅・リノベッタ」を発表。著書「デザインの探険」（学芸出版社）発表。
- 2013年 - ヘルシンキ インターナショナルエコデザインエキシビジョン2013年度キュレーター及び審査員長として招かれる。
- 2014年 - 6月に1ヶ月間イタリア・ピエ モンテ州のバローロ城にて、プレ万博2015イベントの個展を開催。
- 2015年 - 9月ミラノHOMIにて、“KITA”個展。同年10月に、ALBAのサン・ドメニコ寺院にて、個展“IL LUSSO DELLA NATURA”。
- 2016年 - イタリア「ADI 第24回 コンパッソ・ドーロ賞」国際審査員を務める。
- 2017年　ミラノフオーリサローネ2017・INTERNI20周年記念イベントにて「FLAT BAMBU SHIMANE」発表。 　　　　　イタリア共和国より「功労勲章コンメンダトーレ」受勲 　　　　　LOEWEクラフトプライズ 審査委員
- 2018年　平成30年度｢知財功労賞｣において特許庁長官表彰で知財活用企業（意匠）受賞
- 2021年　西宮市大谷記念美術館において「喜多俊之展 TIMELESS FUTURE」開催
- 2024年　イタリア「ADI 第28回コンパッソ・ドーロ賞」審査委員長を務める。「令和六年度文化庁長官特別表彰」受賞